# Trypeta xingshana
Trypeta xingshana är en tvåvingeart som beskrevs av Wang 1996. Trypeta xingshana ingår i släktet Trypeta och familjen borrflugor. Inga underarter finns listade i Catalogue of Life.